# Universidad de la Empresa
La Universidad de la Empresa (UDE) (Universitat de l'Empresa) és una universitat privada amb seu a Montevideo, Uruguai.
Començà a funcionar el 1992 com una Escola de Negocis sota l'auspici de l'Asociación de Dirigentes de Marketing del Uruguay (ADM). El 1998 va ser reconeguda com a universitat. El 2005 comença a impartir el Programa de Formació Avançada en Educació, el primer programa de doctorat en educació a l'Uruguai i alhora el primer programa de doctorat d'una universitat privada uruguaiana.
Edita la Revista Iberoamericana de Ciencias Empresariales y Economía.